# Дзампа, Луиджи
Луи́джи Дза́мпа (итал. Luigi Zampa; 2 января 1905, Рим, Италия — 16 августа 1991, там же) — итальянский кинорежиссёр, сценарист и продюсер. Дядя Ренато Курчо.

## Биография
Сначала выбрал инженерную стезю. Потом увлёкся театром, но в итоге отдал предпочтение кинематографу. Учился в Экспериментальном киноцентре в Риме. Начинал как ассистент режиссёра (1938). Режиссёрский дебют — «Фра Дьяволо» (1942). Писал сценарии к большинству своих фильмов самостоятельно либо в соавторстве. Снимал комедии, диапазон которых охватывал как остросоциальную сатиру (неореализм), так и незатейливые ленты (кино белых телефонов), но никогда не опускался до ремесленничества. Считается признанным комедиографом Италии, любимым также и за пределами своего отечества.

## Фильмография

### Режиссёр
- 1933 — Пробуждение города / Risveglio di una città
- 1941 — Пропавший актёр / L’attore scomparso
- 1942 — Фра Дьяволо / Fra' Diavolo (по опере Даниэля Обера)
- 1942 — Маленькие синьорины / Signorinette
- 1942 — Всегда имеется какое-нибудь но… / C'è sempre un ma!
- 1945 — Чёрное платье невесты / L’abito nero da sposa
- 1946 — Американец в отпуске / Un americano in vacanza
- 1947 — Жить в мире / Vivere in pace
- 1947 — Депутатка Анджелина / L’onorevole Angelina
- 1948 — Трудные годы / Anni difficili
- 1949 — Ударить в набат / Campane a martello
- 1950 — Сердца, не ведающие границ / Cuori senza frontiere
- 1950 — Легче верблюду пройти сквозь игольное ушко… / È più facile che un cammello…
- 1951 — Сеньоры, в вагон! / Signori, in carrozza!
- 1952 — Процесс над городом / Processo alla città (о нашумевшем судебном процессе Куоколо)
- 1953 — Мы — женщины (эпизод «Иза Миранда») / Siamo donne (segmento «Isa Miranda»)
- 1953 — Лёгкие годы / Anni facili
- 1954 — Такова жизнь / Questa è la vita
- 1954 — Римлянка / La romana
- 1954 — Искусство устраиваться / L’arte di arrangiarsi
- 1955 — Современные девушки / Ragazze d’oggi
- 1958 — Он вор, она воровка / Ladro lui, ladra lei
- 1958 — Победительница на скачках / La ragazza del palio
- 1959 — Следователь / Il magistrato
- 1960 — Уличный регулировщик / Il vigile
- 1962 — Ревущие годы / Gli anni ruggenti (по мотивам «Ревизора» Гоголя, в советском прокате «Инспектор инкогнито»)
- 1964 — Летнее безумие / Frenesia dell’estate
- 1966 — Вопрос чести / Una questione d’onore
- 1966 — Наши мужья (эпизод «Муж Ольги») / I nostri mariti
- 1967 — Милые синьоры / Le dolci signore
- 1968 — Врач страховой кассы / Il medico della mutua (в советском прокате «Залог успеха»)
- 1970 — Всеобщий протест / Contestazione generale
- 1971 — Красивый честный эмигрант в Австралии хотел бы жениться на не состоявшей в браке соотечественнице / Bello, onesto, emigrato Australia sposerebbe compaesana illibata
- 1973 — Хирурги — мафия в белом / Bisturi, la mafia bianca
- 1975 — Уважаемые люди / Gente di rispetto
- 1977 — Чудовище / Il mostro
- 1979 — Дикие постели / Letti selvaggi

## Награды
- 1947 — номинация на приз Золотой лев 8-го Венецианского кинофестиваля («Депутатка Анджелина»)
- 1953 — Специальный приз Берлинского сената 3-го Берлинского международного кинофестиваля («Процесс над городом»)
- 1966 — номинация на приз Золотой Медведь 16-го Берлинского международного кинофестиваля («Вопрос чести»)
- 1973 — номинация на приз Золотая пальмовая ветвь 26-го Каннского кинофестиваля («Хирурги — мафия в белом»)
- 1983 — Приз имени Пьетро Бьянчи 40-го Венецианского кинофестиваля